# 1933 Tinchen
1933 Tinchen (1972 AC) là một tiểu hành tinh vành đai chính được phát hiện ngày 14 tháng 1 năm 1972 bởi L. Kohoutek ở Bergedorf.